# Piletocera aequalis
Piletocera aequalis là một loài bướm đêm trong họ Crambidae.